# Castel Annenberg
Il castel Annenberg (desueto anche castel Monte Sant'Anna; in tedesco Schloss Annenberg) è un maniero medievale che si trova a 1039 m s.l.m. sopra il paese di Laces in Alto Adige.

## Storia
I primi documenti storici riguardanti il castello risalgono al 1252 e citano una casatorre di proprietà dei signori di Burgusio. Questi ultimi, dopo qualche tempo, furono costretti a vendere i loro beni in val Venosta e nel 1290 il castello entrò a far parte dei possedimenti di Mainardo II che a sua volta nel 1295 ne diede metà in feudo ai signori di Màzia.
Nel 1315 il re Enrico d'Asburgo concesse in feudo l'altra metà del castello al burgravio Enrico di Parcines, con la condizione di acquisirne anche la restante parte. Enrico accettò e si insediò nella sua metà del castello, cambiando anche il proprio cognome in von Annenberg. Nel 1327 Egno di Màzia gli concesse la sua metà del castello inizialmente per 8 anni, ma in seguito Enrico ne divenne l'unico proprietario. Iniziò quindi una ristrutturazione della casatorre che ormai portava i segni del tempo.
Nel 1364 Enrico von Annenberg morì e i suoi quattro figli si spartirono l'eredità. Il castello andò a Anton von Annenberg che vi creò una biblioteca di manoscritti e incunaboli.
Tra la fine del XV e l'inizio del XVI secolo, i von Annenberg operarono delle grandi ristrutturazioni, anche a seguito dei danni dovuti alla guerra sveva. Fecero ampliare il castello costruendo un palazzo residenziale e vi aggiunsero una cinta muraria quadrangolare con torrette circolari agli angoli, che fu poi presa a modello per quella di Castel Coldrano.
Nel 1695 dopo l'estinzione dei von Annenberg, il castello passò nelle mani dei conti di Mohr che già possedevano il castello di Laces e il castel Montani di Sopra e di Sotto.
Anche la famiglia dei conti di Mohr si estinse e gran parte dei loro patrimonio si disperse, compresa la biblioteca degli incunaboli, mentre il castello passò ai signori von Haussmann che ne mantennero la proprietà fino al 1813. Tuttavia già alla fine del XVII secolo era iniziato il declino del maniero, che peggiorò quando i von Haussmann lo vendettero a dei contadini. Il castello divenne ben presto una rovina con tetti e solai crollati.
Nel 1896 il capitano di cavalleria Martin Stocker acquistò il castello e ne iniziò il risanamento, che continuò nel 1910 con il nuovo proprietario il capitano Schörger, che ristrutturò il palazzo alzandolo di un piano e rendendolo di nuovo abitabile.
Nel 1923 la proprietà passò a Paolo Drigo che la cedette nel 1928 ai conti Bensa di Genova che continuarono i lavori di risanamento. Nel 1972 il castello fu venduto al veterinario Karl-Heinz Politzar, alla cui morte nel 2010 passò alla famiglia Fuchs, attuale proprietaria.

## Struttura
Il nucleo centrale del castello è composto da un palazzo residenziale di tre piani, su cui sono addossate un'altra costruzione rotondeggiante più bassa e una torre circolare, simile a un mastio. Questo nucleo sorge sulla cima di una piccola collina circondata più i basso dalla cinta muraria con le torrette. Tre di queste presentano più piani, merli e feritoie. La più imponente è quella di sudovest, in parte riempita di terra. L'accesso avviene dal lato orientale attraverso un piccolo portone senza un ponte di difesa.
La cappella del castello è dedicata a Sant'Anna e si trova all'esterno delle mura, il coro e l'altare originali sono conservati nel Landesmuseum di Innsbruck.
Il castello è privato e non è visitabile.